# Tae Kimura
Tae Kimura (木村 多江 Kimura Tae?) es una actriz japonesa nacida en Tokio el 16 de marzo de 1971.

## Filmografía

### Cine
- Kaidan (2007)
- Ô-oku: The Movie (2006)
- Nihon chinbotsu (2006)
- Starfish Hotel (2006)
- Birthday Wedding (2005)
- Densha otoko (2005)
- Inu no eiga (2005)
- Warai no daigaku (2004)
- Kansen (2004)
- Survive Style 5+ (2004)
- Hana to Arisu (2004)
- Go-Con! Japanese Love Culture (2000)
- Wandâfuru raifu (1998)

### Televisión
- Ring: The Final Chapter (1999)
- Rasen (1999)
- Fushin no toki (2006)
- Taigan no kanojo (2006)
- Unfair (2006)
- Ame to yume no ato ni (2005)
- Yasashii jikan (2005)
- Sore wa, totsuzen, arashi no you ni... (2004)
- Suiyobi no joji (2001)
- Ringu: Saishûshô (1999)